# Наглер, Карл Фердинанд Фридрих фон
Карл Фердинанд Фридрих фон Наглер (нем. Karl Ferdinand Friedrich von Nagler ; 22 января 1770, Ансбах, (ныне земля Бавария, Германии) — 13 июня 1846, Берлин) — прусский государственный деятель, генерал-почтмейстер (1821—1836). Основатель современной немецкой почтовой службы.

## Биография
Родился в маркграфстве Бранденбург. Получил хорошее образование. Изучал право и политические науки в университетах Эрлангена, Гёттингена и Берлина.
После сдачи экзаменов Наглер стал работать на государственной службе у маркграфа Ансбаха и Байройта. Активность Наглера обратила на себя внимание министра Харденберга, который приблизил его и привлек к участию в мероприятиях по присоединению Франконии к Прусскому королевству.
В 1795 году получил повышение по службе, в 1804 году переехал в Берлин. В 1809 в качестве вице-почтмейстера сопровождал короля Пруссии Фридриха-Вильгельма III в поездке в Санкт-Петербург.
Был назначен тайным советником.
С 1821 служил Наглер в должности генерального директора почтового ведомства Пруссии.
3 января 1822 года награждён орденом Святой Анны 1-й степени.
С 1823 по 1836 год — генерал-почтмейстер. В звании генерал-почтмейстера положил начало современному устройству почтового дела в Пруссии. Создатель и организатор функционирования почтовой службы на новым принципах, которую его преемник Генрих Готлиб Шмюкерт позже продолжил и усовершенствовал.
С 1823 — член Государственного Совета.
С 1824 по 1835 был прусским посланником во франкфуртском союзном сейме, затем снова — генерал-почтмейстером. В 1836 году назначен министром департамента по защите государственных секретов.
В 1823 году Наглер получил дворянский титул.
Умер в Берлине в 1846 и похоронен на бывшем кладбище при столичном соборе.
Автор книги «Briefe au einem Staatsbeamten», изданной в Лейпциге в 1869 г.